# Böttcherstraße 34 (Stralsund)
Das Gebäude mit der postalischen Adresse Böttcherstraße 34 ist ein denkmalgeschütztes Bauwerk in der Böttcherstraße in Stralsund.

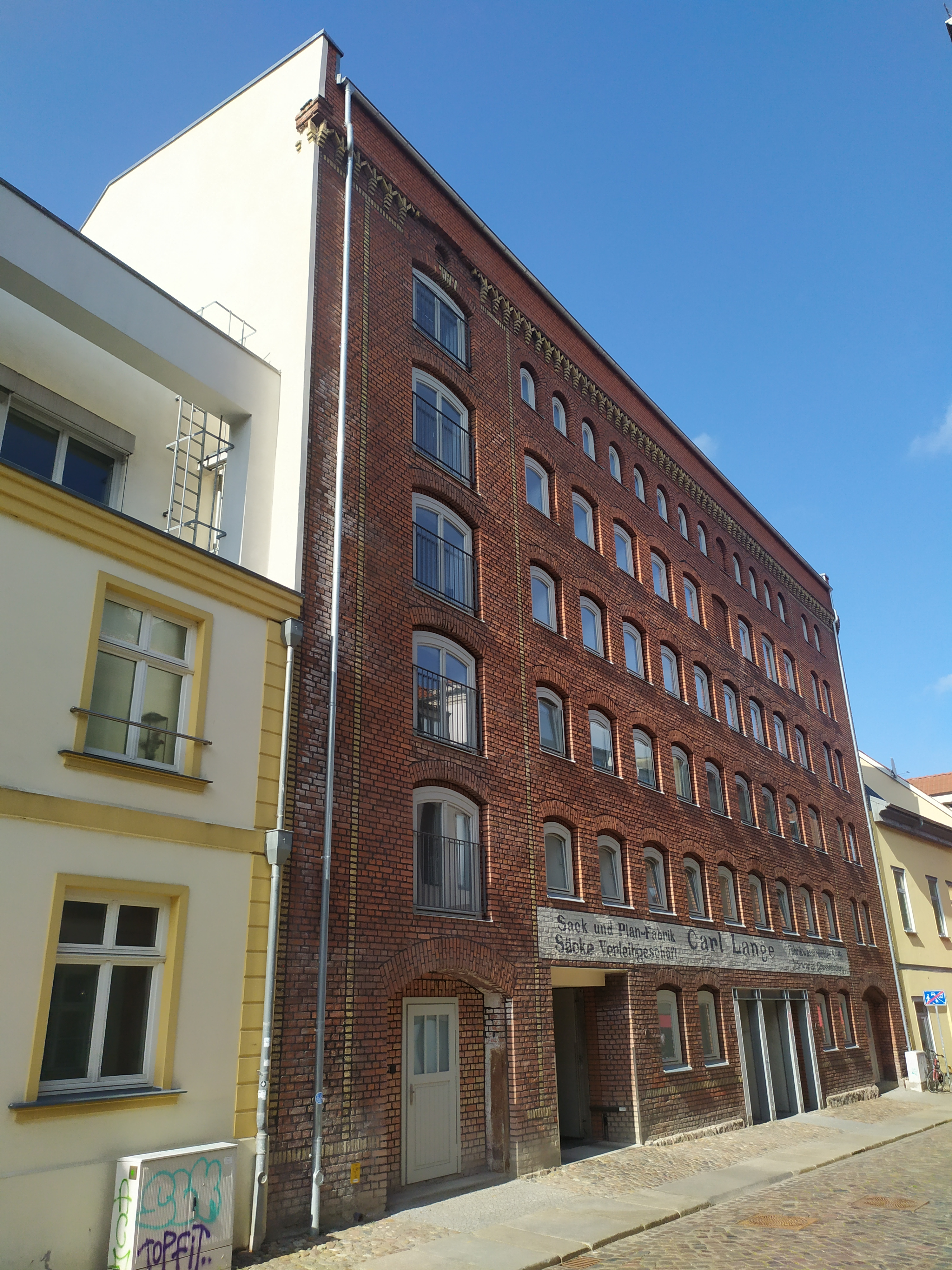
Das Haus Böttcherstraße 34 in Stralsund (2023)

## Beschreibung
Der sechsgeschossige und zwölfachsige, traufständige Backsteinbau wurde im Jahr 1854 als Speichergebäude für Getreide errichtet.
Die Fassade ist schlicht gestaltet. Die Fensteröffnungen sind segmentbogig ausgeführt. Ein mit gelben Klinkern abgesetzter Fries bildet den oberen Abschluss des Gebäudes.
Das Haus liegt im Kerngebiet des von der UNESCO als Weltkulturerbe anerkannten Stadtgebietes des Kulturgutes „Historische Altstädte Stralsund und Wismar“. In die Liste der Baudenkmale in Stralsund ist es mit der Nr. 122 eingetragen.

## Geschichte
Im Jahr 1899 erwarb der Stralsunder Kaufmann Carl Lange das Gebäude als Umschlagsplatz für Säcke und Planen, die in seiner Firma produziert wurden. Zu DDR-Zeiten entstanden dort Camping-Zelte. Nach einem Leerstand über drei Jahrzehnte begannen im Jahr 2017 Sanierungsarbeiten durch eine Stralsunder Bauherrengemeinschaft. In dem Altbau sollen Arztpraxen, ein Operationssaal und Wohnungen entstehen. Dafür wird eine vollständige Entkernung vorgenommen, die Fassade soll erhalten bleiben. Eine 18-monatige Bauzeit ist angepeilt.